# 蝦夷蔥
蝦夷蔥（学名：Allium schoenoprasum），又稱细香葱、北蔥，是蔥屬植物的一員。其細長管狀葉常同蔥一樣用為調味料，为常用辛香料，也可用作草藥。蝦夷蔥和洋蔥或大蒜相比氣味較淡。其英文名稱亦稱為，而且一定會加s的複數形，原因是因為它們總是長成一叢而非單獨生長。

## 形态
多年生宿根草本；卵圆形小鳞茎，极细的圆筒形绿色叶子；分蘖性强；夏季开红紫色花，很少结果实。

## 食用方法
蝦夷蔥的用法為切細生用。中餐中常用于拌面、煮汤、炒菜、火锅蘸料等等。西餐中常用在沙拉或西式蛋餅的調味，或是灑在焗薯上作為點綴。

## 歷史與民間傳說
文獻記載中，古代中國人早到公元前三千年就開始使用蝦夷蔥。“虾夷葱”得名於蝦夷地。
羅馬尼亞的羅姆人則會用蝦夷蔥來算命。一些歐美人相信在家的周圍懸掛一束乾燥的蝦夷蔥可以避免疾病及邪靈，類似東方人懸掛菖蒲或艾草。
羅馬人相信蝦夷蔥可以緩解曬傷的痛或喉嚨痛，也相信食用蝦夷蔥可以提高血壓而作為利尿劑；多數專家則傾向不同意這些看法。羅馬人也常被認為攜帶蝦夷蔥至歐洲，而使其在歐洲繁殖遍野。事實上，野生的蝦夷蔥目前生長範圍涵蓋了北半球的大部分地區。

## 栽培

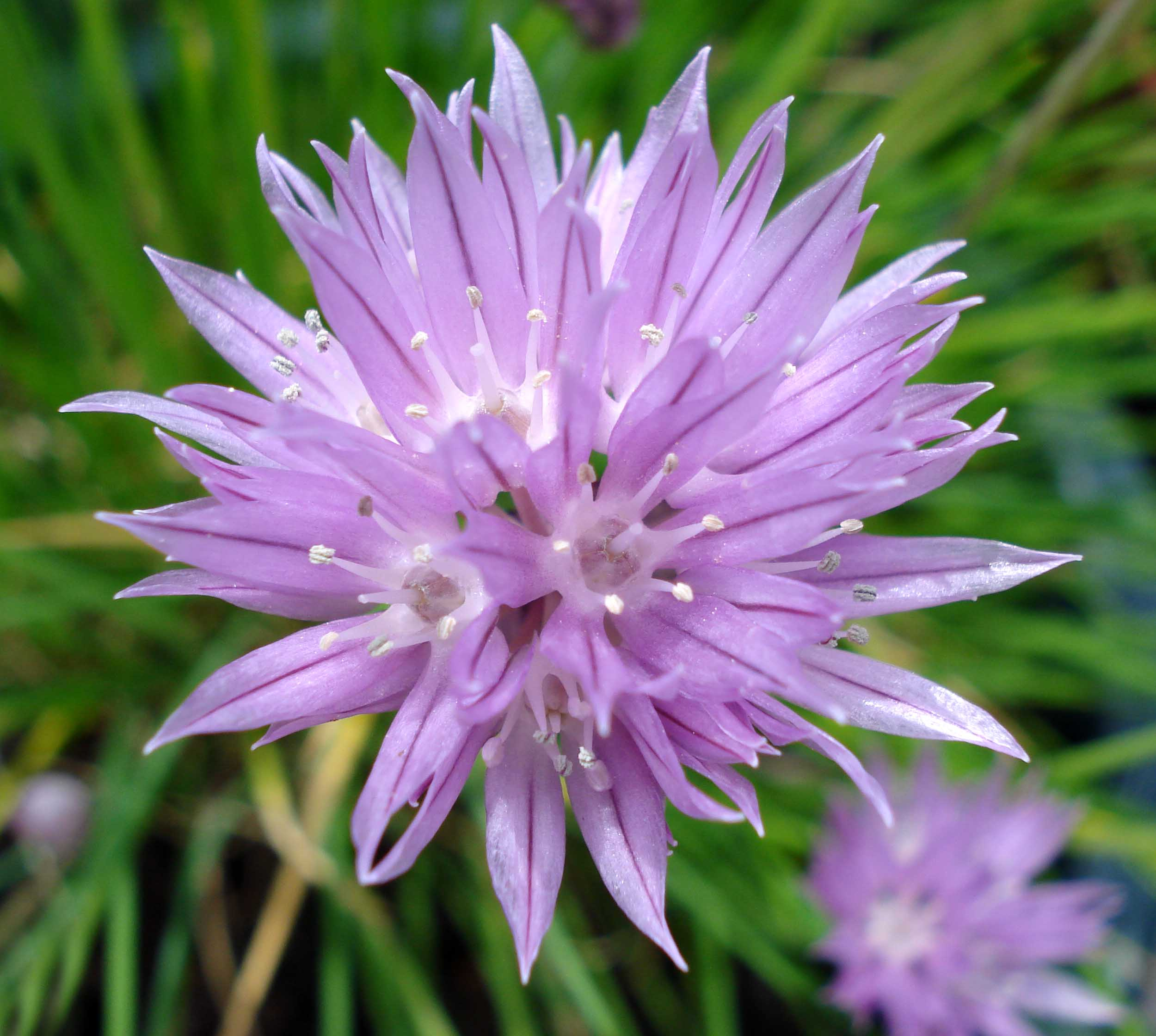
蝦夷蔥花朵近照

在排水良好、富含有機質、pH值約6.0-7.0的土壤與陽光充足的條件下，蝦夷蔥生長良好。雖然它們可以容忍遮蔭，但6到8小時的直射光是最好的。
蝦夷蔥可以利用種子繁殖，從早春播種後開始生長。然而，由於它們需要溫暖的土壤，所以在很多國家不建議利用種子繁殖。通常蝦夷蔥要發芽，需要溫度為21 °C（70 °F）及保持潮濕。於溫室中發芽長成植株後再移植戶外，在寒帶地區是一個可以考慮的方案。也可考慮將它們種在鐘形玻璃罩底下。經過至少四週之後，幼苗應該可以植於戶外。
最簡單的栽培法是挖起足量的一叢蝦夷蔥，將為數良多的鱗莖撥開為幾叢後，再分開種植（百合科植物的栽培法）。一般建議每兩、三年就進行一次。
如果時間久了外觀不佳，則將之剪短。剪至2.5公分（約1英吋）的高度會促進新芽生長。

## 外部連結
- Mrs. Grieve's （页面存档备份，存于） "A Modern Herbal" @ Botanical.com
- Chives, history, clutivation,container growing and a recipe